# Paizay-le-Chapt

Paizay-le-Chapt este o comună în departamentul Deux-Sèvres, Franța. În 2009 avea o populație de 266 de locuitori.